# Thieu van de Wouw
Matheus Theodorus (Thieu) van de Wouw (Eindhoven, 20 juni 1940 – 23 maart 2009) was een Nederlands politicus van de KVP en later het CDA.
Voor Van de Wouw de politiek in ging was hij bij de PTT plaatsvervangend chef commerciële zaken in het telefoondistrict Den Haag. In 1970 werd hij gemeenteraadslid in Zoetermeer en later ook wethouder. In mei 1976 volgde zijn benoeming tot burgemeester van de toenmalige Zuid-Hollandse gemeente Voorhout en vanaf december 1989 was hij de burgemeester van Barendrecht. Van de Wouw bleef dat tot zijn pensionering in juli 2005 maar dat betekende nog niet het einde van zijn burgemeesterscarrière want in september 2005 werd hij waarnemend burgemeester van de gemeente Ouderkerk. Hij was al enige tijd ernstig ziek voor Van de Wouw begin 2009 op 68-jarige leeftijd in die functie overleed.